# Karukan
Le karukan (軽羹) est une pâtisserie japonaise, spécialité de la région de Kyūshū et plus particulièrement de la ville de Kagoshima. Les deux kanji qui composent son nom signifient « léger » (軽) et « pâte de haricots rouges » (yokan, 羹).
On le prépare aujourd'hui en forme de long pavé rectangulaire ou comme manju (petit gâteau rond).

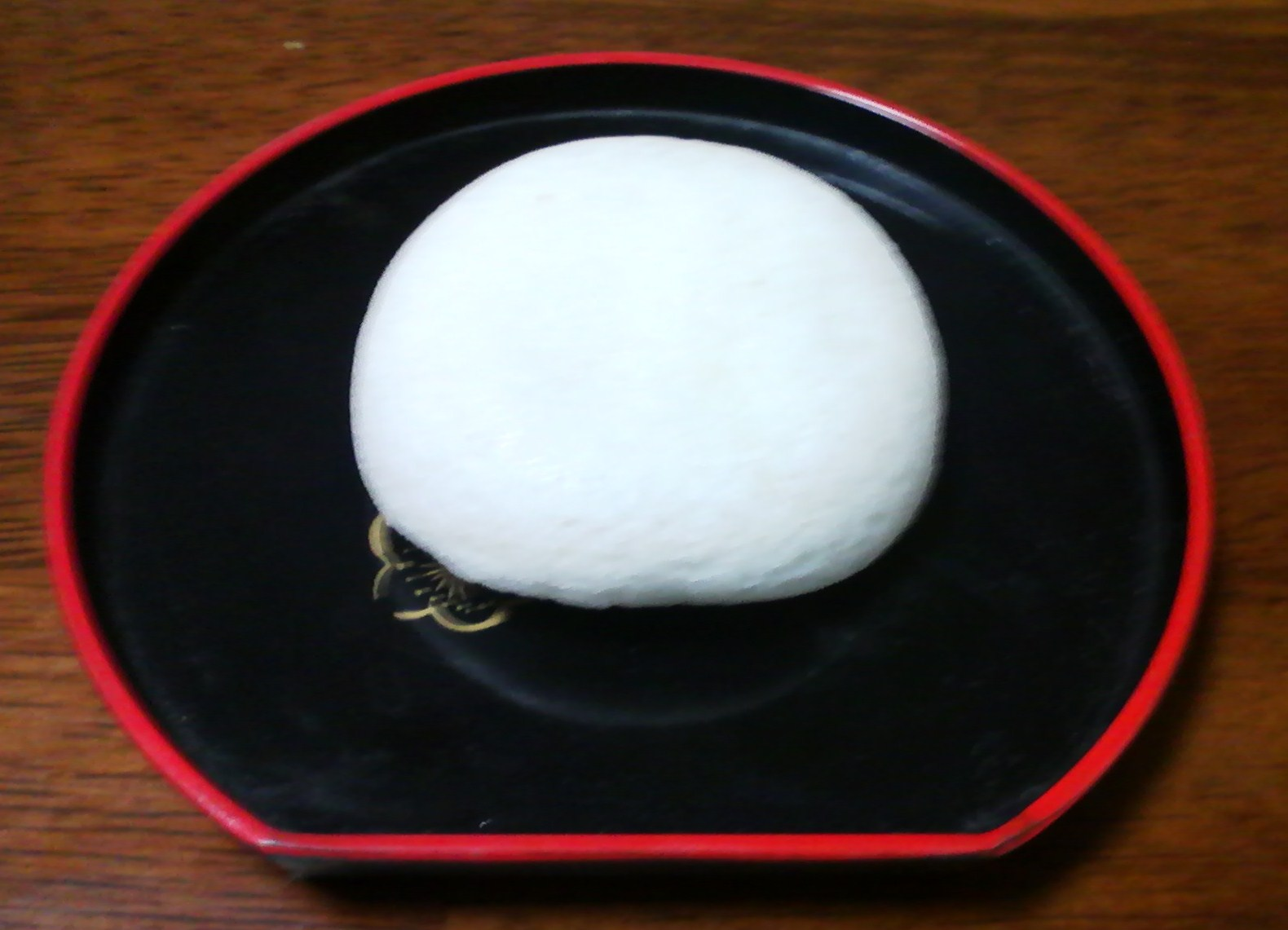
Karukan manjū.